# Stara Gradiška
Stara Gradiška est un village et une municipalité située en Slavonie, dans le comitat de Slavonski Brod-Posavina, en Croatie. Au recensement de 2001, la municipalité comptait 1 717 habitants, dont 83,17 % de Croates et 14,39 % de Serbes ; le village seul comptait 542 habitants.

## Histoire
Pendant la Seconde Guerre mondiale, le Camp d'extermination de Stara Gradiška y fut ouvert comme cinquième camp du Camp de concentration de Jasenovac par l'État indépendant de Croatie dirigé par les Oustachis.

## Localités
La municipalité de Stara Gradiška compte 7 localités :
- Donji Varoš
- Gornji Varoš
- Gredani
- Novi Varoš
- Pivare
- Stara Gradiška
- Uskoci